# Битва при Мелльрихштадте
Битва при Мелльрихштадте (нем. Schlacht bei Mellrichstadt) — сражение произошедшее в ходе Саксонского восстания 7 августа 1078 года у подножия горного массива Рён на равнине Графенберг, между рекой Штрой городами Мелльрихштадт и Оберштрой, в Нижней Франконии.
Эта битва стала первым военным столкновением в конфликте между королем Генрихом IV и германскими князьями во главе с герцогом Швабским Рудольфом де Райнфельденом, которого князья незадолго до этого избрали королём. Сражение происходило на большой территории малыми группами, в результате чего одна часть армии каждой из сторон победила, а другая часть бежала с поля боя, то обе стороны объявили себя победителями.

## Ход сражения

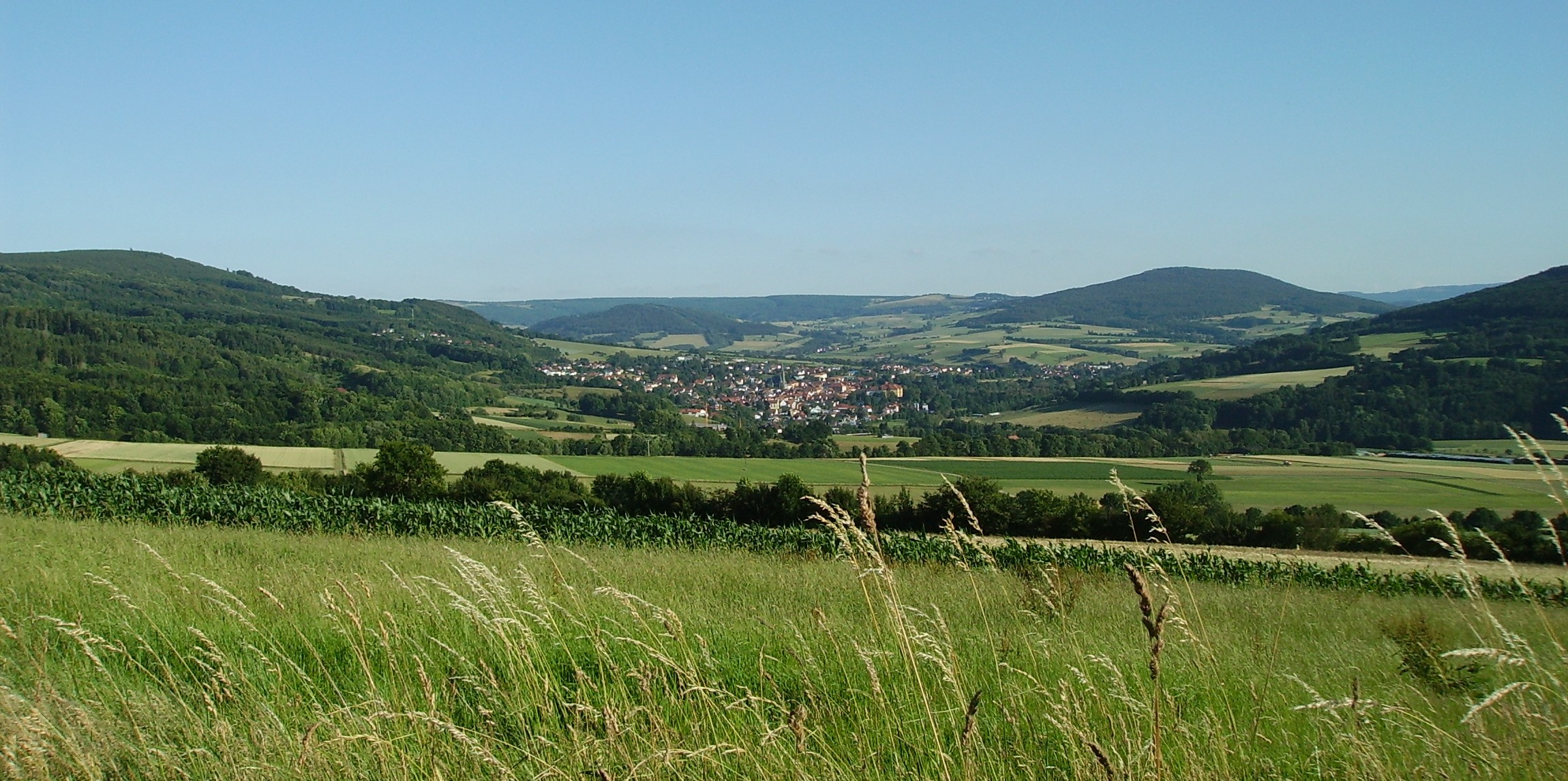
Поле битвы при Мельрихштадте, у подножия холмов Рён.

Король Генрих IV пытался предотвратить объединение саксонской и швабской армий сторонников Рудольфа. В начале боя Генрих атаковал одну из саксонских армий. Саксонцы во главе с самим Рудольфом в панике обратились в бегство.
Однако на другом участке саксы под предводительством Отто Нортхеймского и Фридриха Зоммершенбургского разгромили отряд Генриха и преследовали его самого в направлении Вюрцбурга.
По возвращении они обнаружили, что на поле боя находится еще один отряд. Отто и Фридрих ошибочно приняли его за войско Генриха и также отступили с поля боя. Лишь в последствии выяснилось, что это был ещё один отряд саксов.
В конечном итоге определенное превосходство на поле боя было получено сражавшимися за Рудольфа рыцарями графа Фридриха, которое, однако, было сведено на нет бегством самого Рудольфа.

## Потери
Наибольшие потери понес Генрих, который, по данным летописца Бертольда Рейхенау, потерял около пяти тысяч человек, в том числе Дипольда Фобурга II, маркиза Нордгау, Генриха, графа Лехсгемюнда, Поппо I, графа Хеннеберга и советника короля Эберхарда Бородатого. Среди людей Рудольфа потери были меньше, среди них был архиепископ Магдебургский Гварньеро (Вернер) Штойслингенский, который был убит крестьянами, сторонниками Генриха при бегстве. Архиепископ Майнца Зигфрид I и епископ Вормсский Адальберт II были взяты в плен и пробыли в заключении до 1081 года, а Гварньеро (Вернер) Мерзебургский был ограблен.